# Jirmejahu Halperin
Jirmejahu Halperin lub Jirmejahu Halpern (hebr. ‏ירמיהו הלפרן‎; ur. 10 października 1901 w Smoleńsku, zm. 27 sierpnia 1962 w Tel Awiwie) – izraelski działacz społeczny i polityczny, rewizjonistyczny syjonista, członek Bejtaru i Hagany oraz adiutant Ze’ewa Żabotyńskiego w trakcie zamieszek z 1920 roku, jeden z twórców izraelskiego żeglarstwa.

## Życiorys

### Młodość
Urodził się w Smoleńsku w rodzinie Micha’ela i Sary. Jego ojciec był jednym z twórców ruchu Poalej Syjon, brał udział w pierwszej aliji i był członkiem Ha-Szomer – żydowskiej organizacji samoobrony w Palestynie. Jirmejahu uczył się w rosyjskim gimnazjum w Smoleńsku. W 1913 roku wyemigrował do Palestyny. Tam uczył się w Gimnazjum Herclija w Tel Awiwie, a potem w szkole morskiej we Włoszech, a następnie w Szkole Marynarki Wojennej dla oficerów i inżynierów w Wielkiej Brytanii.
W 1919 roku pracował na żydowskim statku „He-Chaluc” jako marynarz II klasy. W tym samym roku brał udział w założeniu pierwszych struktur Hagany w Jerozolimie, gdzie w 1920 roku brał udział w zamieszkach i jako komendant Starego Miasta walczył z arabskimi uczestnikami zamieszek. W Jerozolimie pełnił funkcję adiutanta Ze’ewa Żabotyńskiego.
W 1920 roku został poproszony przez dr Siegfrieda van Vrieslanda – holenderskiego działacza syjonistycznego – o przygotowanie dwóch ekspedycji badawczych. Pierwsza miała na celu opisanie szlaków beduińskich przy Morzu Martwym. Druga z kolei polegać miała na znalezieniu asfaltu, którego pokłady odkryto koło kibucu Massada.
W 1925 roku przeniósł się do Tel Awiwu.

### Tworzenie ośrodków szkoleniowych Bejtaru

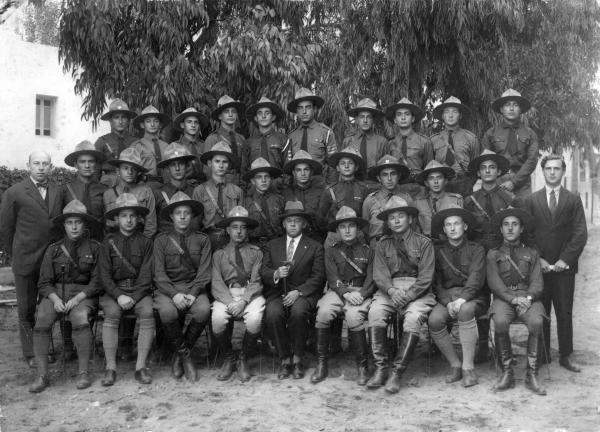
Żabotyński z oficerami Bejtaru w Tel Awiwie

W 1927 roku został zaproszony do Paryża przez Żabotyńskiego, żeby wstąpić w szeregi Bejtaru. Został tam także mianowany na dowódcę brygad Bejtaru w Tel Awiwie. Po przyjeździe do Palestyny wraz z Mosze Rozenbergiem zaczął organizować w 1928 roku Szkołę Instruktorów Bejtaru, do której w roli wykładowcy zaprosił Abbę Achimeira – rewizjonistycznego maksymalistę. W ruchu rewizjonistycznym nie wiedziano, jaki charakter powinien mieć Bejtar. Kierownictwo w Rydze uważało ruch za organizację harcerską, z kolei w II Rzeczypospolitej, Czechosłowacji czy Palestynie uważano go za organizację paramilitarną. W związku z tym Halperin prowadził szkołę niezależnie od tego, co sądziło kierownictwo rewizjonistyczne. Działalność ta zaczęła być postrzegana jako samowolne działania polityczne. Interweniował w tej sprawie sam Żabotyński. Wezwał do respektowania zasad ruchu i utrzymania jedności rewizjonistów w Palestynie. Zapowiedział, że jeśli Halperin i jego grupa chcą kontynuować dotychczasową linię nauczania, to mogą to robić pod warunkiem pozostania bezpartyjnym. Halperin nie zgodził się na te warunki. Przywódca rewizjonistów wysłał do każdego wykładowcy w szkole list oznajmiający, iż nie ma w niej miejsca na „sekciarską politykę” oraz wywyższanie się ponad innych. W 1929 roku w wyniku postępowania dyscyplinarnego Halperin został zdegradowany. Mimo to szkoła kontynuowała radykalną linię szkolenia członków ruchu narodowowyzwoleńczego.
W 1930 roku brał udział w 1. Międzynarodowej Konferencji Bejtaru w Gdańsku. Został tam wybrany na Szefa Przystosowania Wojskowego Bejtaru i oficera Sztabu Bejtaru. W tym samym roku Żabotyński poprosił go o przybycie do Europy, żeby nadzorować szkolenia i programy treningowe członków Bejtaru. W 1931 roku Halperin wraz z żoną przybyli do Warszawy. We wsi Zielonka założył Szkołę Instruktorów Bejtaru. Uczono tam musztry, kopania okopów, pierwszej pomocy, walki wręcz oraz używania broni. Podobne programy zapoczątkował w Białymstoku, Straszowie, Przemyślu, Lublinie, Łodzi, Włodzimierzu (jid. Ludmir) i Baranowiczach. W organizowanych tam dwu- lub trzytygodniowych kursach brała udział młodzież żydowska z okolicznych miejscowości oraz oficerowie Wojska Polskiego w roli wykładowców.
W 1932 roku został mianowany na Szefa Wydziału Morskiego Bejtaru. W latach 1933–1935 studiował w Akademii Wojskowej w Związku Radzieckim, gdzie napisał i obronił pracę dotyczącą walki partyzanckiej. W 1934 roku we Włoszech przy pomocy włoskich władz otworzył Akademię Morską Bejtaru. Formalnie szkoła była zarządzana i prowadzona przez Włochów, żeby nie dać argumentów do krytyki Ben Gurionowi i reszcie syjonistycznego ruchu. Żabotyński informował kadetów, że pełnią oni rolę wizytujących i mają nie angażować się w działalność polityczną we Włoszech. Halperin pisał jednak, że jego podopieczni wyrażali przychylne nastawienie wobec Benito Mussoliniego i jego rządów w tym kraju. Z kolei włoska prasa chwaliła członków Bejtaru za poparcie włoskiej kampanii w Abisynii.

### Samoobrona

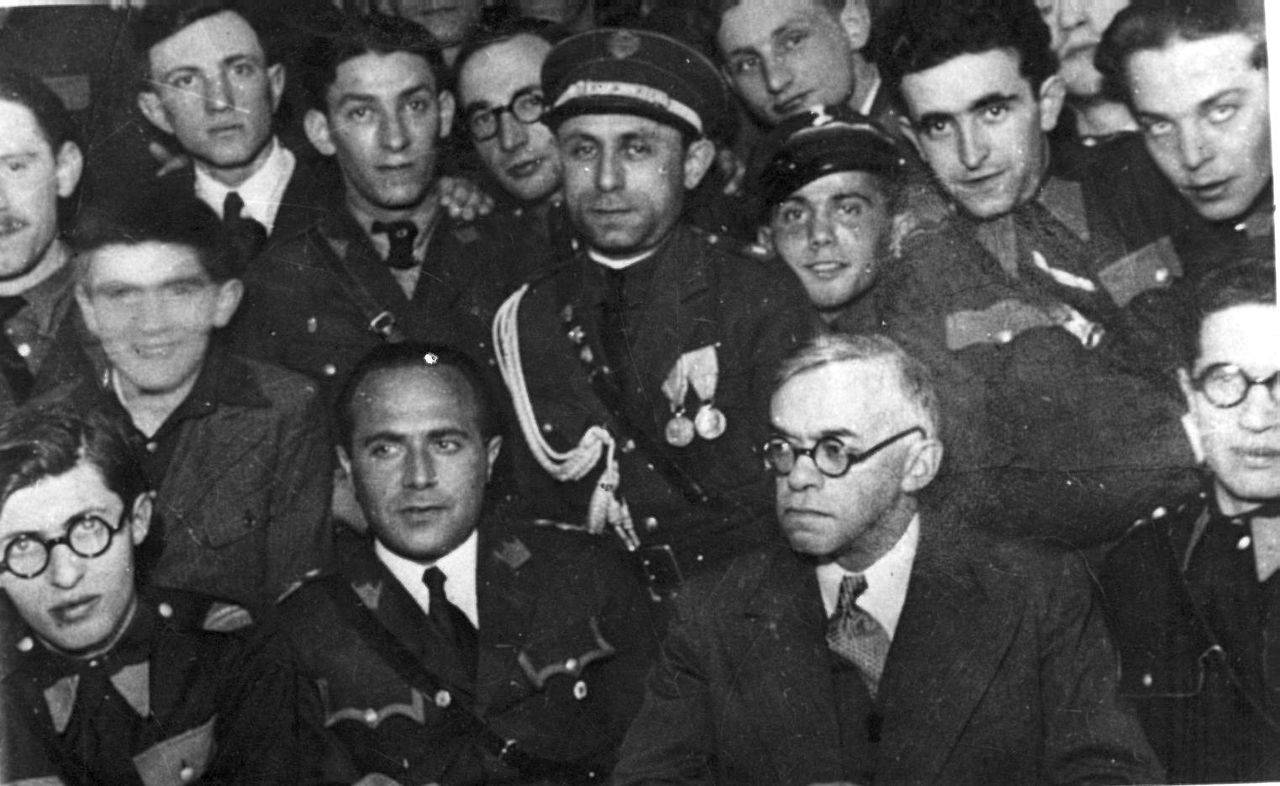
Wizyta Żabotyńskiego w Warszawie w 1939 roku. Na dole od prawej: Ze’ew Żabotyński (w garniturze), Aharon Cwi Propes i Menachem Begin. W środku stoi Jirmejahu Halperin

Lata 30. XX wieku w II RP przyniosły nasilenie antysemityzmu. Dochodziło do licznych ataków na Żydów, co nie zostało niezauważone przez rewizjonistów. Doszło do wewnętrznej debaty na temat, jak odpowiedzieć na przemoc antyżydowską. W związku z tym, że Halperin odpowiadał za przystosowanie wojskowe w Bejtarze i miał kontakty z radykalnym ruchem rewizjonistycznym w Palestynie – Brit ha-Birjonim, to również i on podjął ten temat. Uważał, że szkolenie paramilitarne Bejtaru powinno obejmować działalność obronną oraz powinno uczyć, jak odpowiadać na przemoc. Jednak jego pierwszy podręcznik do szkolenia paramilitarnego obejmował orientację w terenie, zachowanie w trakcie parad oraz używanie kodu Morse’a. To wydarzenia w Polsce sprawiły, że Halperin zaczął popierać ataki odwetowe jako reakcję na agresję ze strony polskiej prawicy. Zauważył strach, bezsilność i bierność żydowskich studentów. Jedyne, co mogli zrobić, to organizować demonstracje. Halperin wierzył, że rewolucyjne hasła Brit ha-Birjonim mogły zyskać poklask w środowiskach polskich Żydów. Od 1933 roku na łamach czasopisma „Ha-Medina” propagował swoje poglądy, które odwoływały się do obrony przez atak. Jedynym wyjściem z realiów antysemityzmu, wg niego, było samozorganizowanie się Żydów w organizacje obronne w celu odstraszania ataków. Pisał, iż jedynie siła będzie w stanie odstraszyć agresorów. Wezwał władze Bejtaru do zorganizowania małych grup, które przeprowadzałyby ataki odwetowe w myśl zasady „oko za oko, ząb za ząb”.
W latach 30. wydał w Warszawie, w języku hebrajskim, podręcznik samoobrony poświęcony walce partyzanckiej. Radził on organizację sieci podziemnych oddziałów Bejtaru, działających na zasadzie zaskoczenia i znajomości otoczenia. Halperin rozpisał instrukcje walki bronią białą, bronią palną, granatami. W wypadku porzucenia przez atakujących jakichkolwiek postaw etycznych Żydzi mieli również odpowiadać wszelkimi możliwymi środkami. Podkreślał wagę czynnika psychologicznego i twierdził, że mniejszość wygra z większością jedynie w momencie zasiania paniki i strachu. Był to pierwszy podręcznik wydany przez ruch syjonistyczny, poświęcony działalności zakrawającej o terroryzm. W świetle przemocy antysemickiej Halperin nawoływał do zatarcia mentalnych granic między Palestyną a Polską i w momencie ataków należało działać zdecydowanie. Daniel Kupfert Heller, w powojennych wspomnieniach członków Bejtaru, znalazł zapiski, że podręcznik Halperina stanowił dla wielu oddziałów Bejtaru instrukcję działania.

### II wojna światowa
Po rozpoczęciu II wojny światowej służył w Marynarce Wojennej Norwegii na okrętach transportujących ropę ze Stanów Zjednoczonych do Wielkiej Brytanii.

### W niepodległym Izraelu
W 1948 roku wrócił do niepodległego już Izraela. W 1951 roku zaproponował ówczesnemu premierowi Dawidowi Ben Gurionowi plan reorganizacji marynarki handlowej i wojennej. W tym samym roku wyjechał do Ejlatu, gdzie uczestniczył w ekspedycji mającej zbadać Morze Czerwone, które udało się zbadać do głębokości 40 metrów. W Ejlacie założył również Muzeum Morskie. W 1954 roku został poproszony przez rząd, żeby przyjąć francuską podwodną ekspedycję, która chciała nakręcić film o podwodnym świecie Ejlatu.